# بابلو مورينو
بابلو مورينو (بالإسبانية: Pablo Moreno) (مواليد 3 مايو 2002) هو لاعب كرة قدم إسباني يلعب كمهاجم في نادي جيرونا على سبيل الإعارة.

## روابط خارجية
- بابلو مورينو على موقع قاعدة بيانات كرة القدم.إي يو (الإنجليزية)
- بابلو مورينو على موقع Soccerway.com (الإنجليزية)